# Hypo Group Alpe Adria
Hypo Group Alpe Adria è stata una bad bank residuale dell'ex Hypo Alpe-Adria-Bank International, ente posseduto interamente dal governo austriaco, presente in nove diversi Paesi della zona Alpina Adriatica: Austria, Italia, Germania, Slovenia, Croazia, Bosnia ed Erzegovina, Serbia, Montenegro, Liechtenstein. Nata dalla Landes-Hypothekenanstalt Kärnten, fondata nel 1896 e con sede in Carinzia, la banca è stata nazionalizzata nel 2009 e smantellata nel 2014. Il patrimonio rimanente è stato liquidato con il nome di Heta Asset Resolution AG.
L'istituto, nel novembre 2006, operava in sei regioni italiane con diciannove succursali. In Italia contava circa 40 000 clienti e 660 dipendenti. La sede italiana del gruppo si trovava a Feletto Umberto, nel circondario udinese.

## Storia
Hypo Group Alpe Adria nasce il 17 febbraio 1894 a Klagenfurt, in Carinzia, col nome di Kärntner Landes-Hypothekenanstalt. Negli anni sessanta avviene un rapido sviluppo della banca carinziana che consente, a partire dagli anni settanta, l'espansione, oltre i confini regionali, in tutta l'Austria. Nel 1980 l'istituto cambia nome in "Hypo – Bank". Nel 1989 varca per la prima volta i confini nazionali, penetra in Italia con la Hyposervice S.p.A, società di leasing e nel 1998 otterrà la concessione di banca e verrà nominata Hypo Alpe-Adria-Bank SpA. Nel 1991 l'istituto diventa una Società di Capitali, e nel 1992 entra, accanto al Land Carinzia, con una quota di minoranza la società di assicurazioni austriaca Grazer Wechselseitige Versicherung AG. Nel 1994 Hypo Alpe-Adria-Bank fa il suo ingresso sul primo mercato dell'ex Jugoslavia, la Slovenia. Nel 1995 è la volta della Croazia. Tra il 2001 e il 2003 è la volta di Bosnia – Erzegovina, Serbia – Montenegro, Liechtenstein, e Germania.

### Crisi del debito europeo e scissione del gruppo
Il 14 dicembre 2009, dopo una maratona di incontri notturni – "la notte dei lunghi coltelli" – tra la Repubblica d'Austria (negoziatori: il ministro delle finanze Josef Pröll e il segretario di Stato Andreas Schieder) e la BayernLB sotto il ministro delle finanze bavarese Georg Fahrenschon, il Land della Carinzia sotto il governatore Gerhard Dörfler e la Grazer Wechselseitige Versicherung) la banca è stata rilevata al 100% dalla Repubblica d'Austria al prezzo simbolico di quattro euro. Il presupposto era che la BayernLB contribuisse con 825 milioni di euro, la Carinzia con 180 milioni e Grazer Wechselseitige con 30 milioni di euro. La Repubblica d'Austria ha dovuto contribuire con un massimo di 450 milioni di euro attraverso il pacchetto bancario da 15 miliardi di euro. La banca fu nazionalizzata dal governo austriaco per evitare il collasso dell'istituto. Si prevedeva che tra i 13 e i 19 miliardi di euro di prestiti in essere non sarebbero mai stati rimborsati.

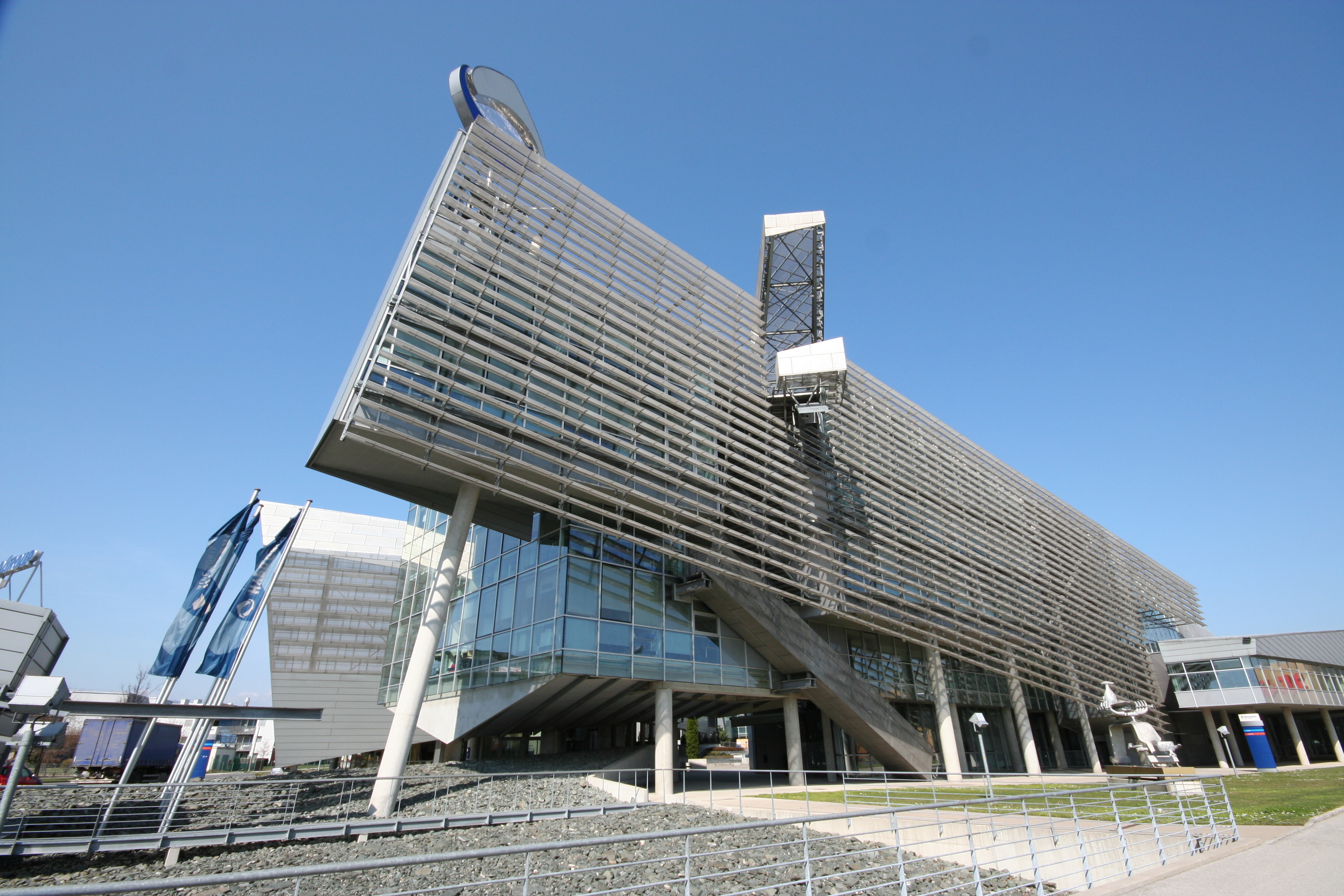
Ex sede centrale dell'Hypo Alpe Adria a Klagenfurt, costruita nel 2002 su progetto di Thom Mayne

La sede centrale, che contava circa 500 dipendenti, si trovava a Klagenfurt, in Austria, ed era responsabile del controllo delle banche affiliate in Austria, Italia ed Europa sudorientale, nonché dei mercati dai quali la banca si stava ritirando (mercati in liquidazione).
Nel 2013 le filiali nazionali della banca in Austria sono state vendute ad Anadi Financial Holdings e ribattezzate Austrian Anadi Bank. Nel febbraio 2014 la situazione della Hypo Alpe-Adria-Bank International era irrisolta, tanto che il cancelliere Werner Faymann avvertì che il suo fallimento sarebbe stato paragonabile all'evento Creditanstalt del 1931.
Nel marzo 2014, il governo austriaco ha deciso di dividere la Hypo Alpe-Adria-Bank International in un'unità bancaria balcanica (Hypo Group Alpe Adria AG; in precedenza: Hypo SEE Holding AG), un'impresa italiana (HBI-Bundesholding AG) e una bad bank, Heta Asset Risoluzione, senza licenza bancaria. Si prevedeva di liquidare la bad bank in un certo periodo di anni.  L’Unione Europea aveva vietato agli Stati membri di fornire aiuti di Stato, quindi il piano del 2013 è stato riprogettato per conformarsi al diritto dell’UE.  La Corte generale europea ha inoltre stabilito che la garanzia concessa dall'Austria alla BayernLB nel 2009 in occasione della nazionalizzazione costituiva un aiuto di Stato ma tuttavia compatibile con il diritto dell'UE. Nell'ottobre 2014 la Guardia di Finanza italiana ha avviato un'indagine sul dipartimento leasing della controllata italiana. Il dipartimento è rimasto nella "bad bank" come Heta Asset Risoluzione Italia Srl.
Intanto nel dicembre 2014 l'unità balcanica è stata venduta ad Advent International (80%) e alla Banca europea per la ricostruzione e lo sviluppo (20%). Il 1º marzo 2015 l'Autorità del mercato finanziario austriaco (tedesco: Finanzmarktaufsicht Österreich) ha imposto una moratoria sul pagamento del debito e degli interessi tramite Heta Asset Risoluzione sul debito non garantito. Ciò è dovuto all'entrata in vigore della legge federale austriaca sul risanamento e la risoluzione delle banche (BaSAG tedesco : Bundesgesetz zur Sanierung und Abwicklung von Banken), una trasposizione austriaca della direttiva UE sul risanamento e la risoluzione delle banche (BRRD). Da un audit è inoltre emerso che Heta aveva un deficit di capitale fino a 7,6 miliardi di euro.  L'Autorità per il mercato finanziario elaborerà un nuovo piano di risoluzione per la bad bank per essere in linea con il diritto dell'UE. L'Autorità per i mercati finanziari era l'"autorità nazionale di risoluzione" di questo meccanismo.
L'8 maggio 2015 il Tribunale regionale di Monaco I ha obbligato la HETA a pagare alla BayernLB 1,03 miliardi di euro e 1,29 miliardi di franchi più interessi. Il 7 luglio 2015 Austria e Baviera hanno firmato un memorandum d'intesa in cui la BayernLB figura tra i creditori non subordinati e non garantiti per 2,4 miliardi di euro. L’Austria pagherebbe alla Baviera in anticipo 1,23 miliardi di euro per l’HETA. Nonostante possa essere rimborsato a causa di un procedimento giudiziario in corso.  In precedenza Austria, BayernLB e Baviera si erano citate in giudizio per la responsabilità del debito.
Dexia ha annunciato nel febbraio 2016 che avrebbe subito un'altra perdita a causa della moratoria. Sempre nel 2016 il governo regionale della Carinzia, fornitore della garanzia statale, ha offerto un taglio del debito per acquistare le obbligazioni senior al 75% del valore nominale e al 30% del valore nominale per le obbligazioni subordinate. Il 4 agosto 2016 un fondo di private equity assistito da Bain Capital ha acquistato Heta Asset Risoluzione Italia Srl (ex Hypo Alpe-Adria Leasing Srl) da Heta.  Nel corso dell'anno, l'Autorità per i mercati finanziari ha anche effettuato un taglio del debito utilizzando il potere di autorità di risoluzione della Direttiva europea sul risanamento e la risoluzione delle banche, facendo sì che la bad bank avesse per la prima volta un patrimonio netto positivo.

### Vendita della sede centrale
La sede centrale di Hypo Alpe Adria, progettata dall'architetto americano Thom Mayne, si trovava nella capitale carinziana Klagenfurt am Wörthersee, Alpen-Adria-Platz. L'edificio fu venduto a una società immobiliare svizzera alla fine di novembre 2018; non venne divulgato il prezzo di acquisto.
Nel 2007 fu annunciato che il Wörthersee Stadion di Klagenfurt, in Austria, sarebbe stato chiamato "Hypo Group Arena" per almeno dieci anni dopo che l'Hypo-Alpe-Adria-Bank si era assicurata i diritti di denominazione dello stadio. Tuttavia, durante la crisi finanziaria ed economica del 2009, la banca ebbe problemi finanziari e alla fine fallì. Pertanto, lo stadio fu ribattezzato Wörthersee Stadion nel 2010.
Tra il 2006 e il 2008 la banca sponsorizzò l'Hypo Group Tennis International, un torneo di tennis tenutosi a Pörtschach, in Austria.

## Controversie
Dal 2004 vennero segnalati gli affari finanziari di Hypo Alpe Adria. Nel giugno 2007 un rapporto generico della Banca nazionale austriaca rivelò una serie di incongruenze, dal mancato rispetto degli obblighi di diligenza e dalle vendite di immobili dubbie ai sospetti di riciclaggio di denaro. Il giornalista croato Hrvoje Appelt, che per primo raccontò gli affari di corruzione che circondavano l'Hypo, descrisse la banca come "una delle più grandi organizzazioni criminali in Croazia, con un potente background politico e protezione dai più alti livelli".

### Falsificazione di bilancio e perdite speculative
Nel marzo 2006, l'affare BAWAG fece scalpore nell'opinione pubblica austriaca. Poco dopo si seppe che la Banca Hypo Alpe-Adria doveva anche mettere in conto in bilancio una perdita considerevole per la banca per un importo di circa 328 milioni di euro a causa di operazioni di speculazione sul rischio, che non erano state effettuate in tempo nel 2004. Anche in questo caso l'Autorità dei mercati finanziari (FMA) avviò indagini. Alla fine di marzo, il revisore Deloitte ritirò il certificato per il bilancio 2004. Nell'aprile 2006 la FMA presentò una denuncia contro la direzione della Banca Hypo Alpe-Adria per falsificazione del bilancio.
Al fine di evitare l'impeachment da parte della FMA, il precedente presidente del consiglio di amministrazione, Wolfgang Kulterer, si dimise passando alla carica di presidente del consiglio di vigilanza della banca. Poiché tale modifica sarebbe stata possibile solo dopo un periodo di attesa di tre anni ai sensi del Codice di Corporate Governance, il 16 agosto 2006 il consiglio di sorveglianza della holding statale carinziana fece cancellare il relativo passaggio dallo statuto della banca senza ulteriori indugi con i voti dei rappresentanti di BZÖ e ÖVP.
Nel novembre 2008 Kulterer fu condannato a una multa di 140.000 euro dal Tribunale regionale di Klagenfurt per falsificazione di bilancio. Si difese dicendo che la contabilità errata era "economicamente corretta, ma legalmente scorretta" e si dichiarò colpevole. Il procedimento contro il suo collega del consiglio di amministrazione Günter Striedinger proseguì separatamente.

### Perdite per speculazione
L'11 gennaio 2010 emerse che Hypo stava speculando centinaia di milioni di euro nel paradiso fiscale di Jersey. Secondo il rapporto, la banca aveva raccolto 75 milioni di euro di capitale speculativo nelle Isole del Canale nel 2001 e nel 2004. Alla fine del 2005, i banchieri carinziani fondarono HB International Credit Management a Jersey insieme a Deutsche Bank attraverso il paradiso fiscale statunitense Delaware. Quest'ultima finanziò poi due filiali denominate Carinzia I e II. Carinzia II investì in titoli di diverso rating creditizio, che a loro volta furono emessi da due società speciali di Deutsche Bank. Nel corso della crisi finanziaria del 2007, HB International Credit Management dovette accettare perdite per 210 milioni di euro. All'epoca aveva investimenti per 842 milioni di euro in titoli tossici.
In un secondo tentativo nel 2007, HB International Credit Management ricevette nuovamente 400 milioni di euro da Hypo e Deutsche Bank. A causa della crisi finanziaria in corso, nel 2008 Hypo dovette ammortizzare altri 56 milioni di euro. Inoltre, ci furono perdite dovute al fallimento di Lehman Brothers e di tre banche islandesi, nei cui prodotti erano stati effettuati investimenti.

### Spam azionario della filiale del Liechtenstein
Nell'agosto 2007, il Vancouver Sun riferì che Hypo Alpe Liechtenstein AG, una consociata interamente controllata da Hypo Group Alpe Adria fino alla fine del 2007, era stata temporaneamente bandita dalla negoziazione in borsa dalla British Columbia Financial Supervisory Authority, per la negoziazione di azioni spam tra il 1º novembre 2006 e il 31 agosto 2007. Le penny stock in questione erano state pubblicizzate per l'acquisto in e-mail di spam. Poiché il 20 maggio 2008 la Hypo Alpe Liechtenstein AG non volle dichiarare per conto di chi avesse negoziato tali azioni, su richiesta delle autorità fiscali – e con riferimento al segreto bancario in Liechtenstein – venne infine esclusa "per sempre" dalle operazioni di intermediazione mobiliare e di cambio nella Columbia Britannica.  Secondo la rivista austriaca Profil, fu probabilmente unica "nelle parti civili del mondo" la vicenda che "a una banca fosse vietato per sempre le transazioni in titoli da un'autorità di vigilanza finanziaria". HGAA preferì detenere solo una quota di minoranza del 49% nella filiale del Liechtenstein.

### Sospetto di insider trading nella vendita alla BayernLB
Il 1º gennaio 2010, la Süddeutsche Zeitung riferì che il sospetto di insider trading nella vendita di HGAA alla Bayrische Landesbank era fondato. Secondo il giornale, il gruppo di investitori di Tilo Berlin avrebbe già saputo, quando aveva acquistato la quota del 9,09% di HGAA, che la banca sarebbe stata rilevata da BayernLB a un prezzo più alto poco tempo dopo. Già il 31 gennaio 2007 si dice che ci furono colloqui segreti sulla prevista vendita presso la sede di Monaco di Baviera della BayernLB; tra i partecipanti i direttori di banca Werner Schmidt e Wolfgang Kulterer, confidenti del governatore carinziano Jörg Haider, morto nell'ottobre 2008, e Tilo Berlin. In seguito Schmidt, Kulterer, Berlin e Haider testimoniarono davanti ad una commissione d'inchiesta del parlamento del Land della Carinzia di aver appreso dell'interesse della BayernLB per Hypo Alpe Adria solo dal marzo 2007.  Il 22 maggio 2007, il gruppo di investitori fu in grado di vendere la sua partecipazione in Hypo Alpe Adria dopo poco tempo, con un utile elevato di 170 milioni di euro.